# نيكول رايتشوفا
نيكول رايتشوفا (من مواليد 13 أغسطس 1995) لاعبة متزلجة على الجليد سلوفاكية أمريكية مثلت سلوفاكيا في فردي سيدات، حصلت على الميدالية البرونزية في غولدن سبين زغرب لعام 2014 ، الحائزة على الميدالية الفضية في كأس ميرانو 2013 ، الحائزة على الميدالية البرونزية في بطولة بطولة بافاريا المفتوحة 2013 ، الحائزة على الميدالية البرونزية في تحدي الجليد 2013 ، وبطلة وطنية سلوفاكية خمس مرات (2013 ، 2015-2017 ، 2019)، كما احتلت المرتبة 24 في دورة الألعاب الأولمبية الشتوية 2014 والمرتبة 14 في دورة الألعاب الأولمبية الشتوية 2018.